# وایلدوود (میزوری)
وایلدوود (به انگلیسی: Wildwood) شهری در شهرستان سنت لوئیس ایالت میزوری است که جمعیت آن در سرشماری سال ۲۰۱۰ میلادی ۳۵٫۵۱۷ نفر بوده است.